# Blutfahne

Blutfahne

La Blutfahne (lett. "bandiera del sangue", "gonfalone di sangue" o "insegna del sangue", in tedesco anche blütige Fahne o Blutbanner in latino vexillum cruentum o vexillum roseum imperiale) era una bandiera del Sacro Romano Impero, in origine riservata al solo sovrano. Essa era il segno distintivo del Blutgerichtsbarkeit (lett. "giurisdizione del sangue"), il diritto di tenere una corte di giustizia autorizzata ad infliggere pene corporali o la morte. Come tutte le bandiere del tempo, era di forma quadrata, e di colore rosso.

## Storia
Quando i signori feudali, dal XIII secolo, furono investiti del Blutgerichtsbarkeit, la bandiera del sangue affiancò o sostituì le insegne proprie dei feudi, a significare il potere e le prerogative dei feudatari; inoltre indicava che gli stessi avevano il dovere di contribuire con propri uomini all'armata imperiale. Alcuni dei vassalli ebbero il diritto di aggiungerla alle proprie insegne per regalia. Per questi motivi compare quale campo di colore rosso, spesso diaprato nei grandi stemmi del regno di Prussia, della contea di Anhalt e dei ducati di Sassonia-Coburgo-Gotha, Sassonia-Meiningen, Sassonia-Altenburg e Baviera, viene detto in questi casi campo (o quarto) di regalia. La Blutfahne fu inoltre concessa tra il XII e il XIII secolo alle città che diventavano città libere dell'Impero e ai liberi contadini di Svitto nel 1240. In Italia l'imperatore Federico Barbarossa la diede, nel 1162 e di nuovo nel 1166, alla Repubblica di Pisa che infatti portò sempre stemma e bandiera completamente rossi senza la presenza della croce pisana, attualmente presente nello stemma di Pisa e anticamente simbolo del Comune del Popolo. Inoltre si ritiene che da essa discenda la croce di San Giovanni Battista (di rosso alla croce d'argento), simbolo di innumerevoli città italiane, per lo più anticamente di parte imperiale.
La Blutfahne fu anche utilizzata nel basso Medioevo dai lanzichenecchi: sotto tale insegna di guerra combattevano i cosiddetti Verlorener Haufen (lett. "mucchi perduti") ossia unità scelte per svolgere compiti particolarmente rischiosi e ad alto tasso di perdite.
In seguito venne denominata allo stesso modo una bandiera del partito nazista usata durante il putsch di Monaco del 1923; il vessillo, macchiatosi durante lo scontro con la polizia del sangue dei caduti nazisti, venne considerato “sacro” e trattato con la massima deferenza.